# Кропивницкая агломерация
Кропивницкая агломерация — городская агломерация, сформировавшаяся вокруг административного центра региона — города Кропивницкий. Расположена на Приднепровской возвышенности в долине реки Ингул (приток реки Южный Буг).
В агломерацию входят сам г. Кропивницкий, пригородные поселения, а также крупная железнодорожная станция г. Знаменка.